# The Commuter
The Commuter är en fransk-amerikansk-brittisk action/thrillerfilm från 2018. Den här filmen är den fjärde filmen som regissören Jaume Collet-Serra och skådespelaren Liam Neeson har medverkat tillsammans i – efter Unknown (2011), Non-Stop (2014) och Run All Night (2015).

## Handling
Michael MacCauley, en före detta polis, förlorar sitt jobb inom försäkringsbranschen efter att ha jobbat där i tio år och tagit pendeltåget till jobbet och tillbaks varje dag sedan dess. På vägen hem från jobbet möter han en mystisk kvinna (Joanna) som erbjuder honom $100 000 i utbyte mot att han letar upp en anonym person som befinner sig på tåget, ett erbjudande han tar emot i syfte att kunna rädda sin sons utbildning; det är dock även ett erbjudande han inte kommer att kunna dra sig undan när MacCauleys familj hotas att utsättas för fara om han inte lyder kvinnans befallningar. Den enda ledtråden MacCauley får är att personen tänker stiga av tåget vid Cold Spring, resten är upp till MacCauley att ta reda på själv. Det blir en kamp mot tidtabellen för MacCauley, och för sitt och sin familjs liv.

## Rollista
- Liam Neeson - Michael MacCauley
- Vera Farmiga - Joanna
- Patrick Wilson - Alex "Murph" Murphy
- Jonathan Banks - Walt
- Andy Nyman - Tony
- Sam Neill - kommissarie Hawthorne
- Elizabeth McGovern - Karen MacCauley
- Dean-Charles Chapman - Danny MacCauley
- Ella-Rae Smith - Sofia/Prynne
- Florence Pugh - Gwen
- Clara Lago - Eva
- Kingsley Ben-Adir - agent Garcia
- Killian Scott - F.B.I. agent Dylan
- Letitia Wright - Jules Skateboarder
- Kobna Holdbrook-Smith - Oliver
- Roland Møller - Jackson
- Shazad Latif - Vince
- Colin McFarlane - Sam
- Nila Aalia - Sherri
- Pat Kiernan - sig själv[6]